# Gian Luigi Bonelli
Giovanni Luigi Bonelli (Milano, 22. prosinca 1908. – Alessandria, 12. siječnja 2001.) bio je talijanski autor i izdavač stripova, kojeg se najviše pamti kao sukreator Texa Willera 1948. godine, zajedno s umjetnikom Aurelijem Galleppinijem.

## Karijera
Bonelli je 1940. godine osnovao Casa Audace Editrice, kasnije poznatu kao Sergio Bonelli Editore.
Godine 1948. stvorio je Occhio Cupo i Tex Willer (oboje nacrtao Galleppini). Tex Willer jedan je od najpopularnijih likova talijanskog stripa, s prijevodima na brojne jezike širom svijeta.
Napisao je nekoliko ranih epizoda Zagora (brojevi 6–10, 13–14). Bonelli je ostao nadgledati proizvodnju Texa do svoje smrti. Njegov sin Sergio Bonelli (1932. – 2011.) Također je pisac stripova, kao i izdavač stripova.